# Zahodnonilska vročica
Zahodnonilska vročica ali vročica Zahodnega Nila je nalezljiva bolezen, ki jo povzroča virus Zahodnega Nila, prenašajo pa jo zlasti komarji vrste Culex tarsalis. Okužba povečini poteka brezsimptomno ali pa se kaže z gripi podobno klinično sliko (z vročino, izpuščajem, povečanimi bezgavkami in bolečinami v sklepih). Okoli 80 % okuženih nima simptomov ali pa poteka okužba subklinično (z blagimi, neizrazitimi simptomi), pri 20 % pa se pojavijo izraziti simptomi, ki zajemajo vročino, glavobol, bruhanje in/ali izpuščaj. Lahko pa poteka v hudi obliki in prizadene razne organe (jetra, trebušno slinavko, miokardij in osrednje živčevje). Pri manj kot 1 % okuženih pride do encefalitisa ali meningitisa, ki ga spremljajo otrdeli vrat, zmedenost in/ali napadi. Okrevanje traja več tednov ali celo mesecev. Tveganje za smrt pri bolnikih, pri katerih je prizadeto osrednje živčevje, je okoli 10-odstotno. Tveganje za hudo obliko bolezni je večje pri osebah, starejših od 60 let, in osebah s pridruženimi boleznimi. Diagnoza temelji na simptomih in krvnih testih.
Virus Zahodnega Nila običajno prenašajo komarji, ki se okužijo s piki okuženih ptic. Redko se bolezen prenese s krvnimi transfuzijami, presajenimi organi ali iz matere na otroka med nosečnostjo, porodom ali dojenjem. Bolezen se sicer ne prenaša neposredno med ljudmi.
Cepivo za ljudi ne obstaja. Najboljši način preprečevanja okužb je izogibanje pikom komarjev. Ukrepi za zmanjševanje populacije komarjev zajemajo odstranjevanje stoječih vod (na primer veder z vodo, zastajanj vode v odvrženih avtomobilskih gumah, bazenov …), v katerih se le-ti razmnožujejo. Pri preprečevanju pikov komarjev so uspešni ukrepi odganjala, komarniki in mreže za komarje. Specifičnega zdravila za zdravljenje okužbe ni; uporablja se lahko simptomatsko zdravljenje, na primer s protibolečinskimi zdravili.
Virus so odkrili leta 1937 v Ugandi, v Severni Ameriki do ga prvič zaznali leta 1999. Okužbe so se doslej pojavile poleg Afrike tudi v Evropi, Severni Ameriki, Avstraliji in Aziji. V Sloveniji so v letu 2013 poročali o enem primeru okužbe ter ponovno o enem primeru leta 2017. V letu 2018 je bilo pet prijav, nato pa do leta 2024 nobenega prijavljenega primera. Do leta 2024 nato ni bilo poročanih primerov, avgusta 2024 pa so poročali o treh primerih v severovzhodnem delu Slovenije.
Huda okužba se lahko pohavi tudi pri konjih, za katere pa je na voljo cepivo. Spremljanje prisotnosti okužb pri pticah lahko pomaga napovedati tveganje za izbruh bolezni med ljudmi.

## Znaki in simptomi
Pri okoli 80 % okuženih se simptomi ne pojavijo in zato ostanejo te okužbe neprepoznane oziroma niso zajete v uradna poročila. Pri preostalih 20 % okuženih posameznikov se simptomi pojavijo, vendar so lahko različno izraženi. Pojavijo se 3 do 4 dni po piku okuženega komarja. Večina bolnikov z blažjim potekom bolezni popolnoma okreva, vendar lahko utrujenost in splošna oslabelost trajata več tednov ali celo mesecev. Pri blagi simptomatiki se lahko pojavi na primer samo vročina, pri hudem poteku okužbe pa lahko pride tudi do meningitisa in paralize. Huda okužba lahko traja več tednov in lahko v redkih primerih povzroči tudi trajno okvaro možganov. Če je prizadeto osrednje živčevje, je lahko izid bolezni tudi smrten. Starost nad 60 let in nekatere pridružene bolezni, kot sta rak in sladkorna bolezen, povečajo tveganje za hud potek okužbe.
Pri okoli 20 % bolnikov se bolezen izrazi kot vročinski sindrom z gripi podobnimi simptomi. Gre za zahodnonilsko vročico v ožjem pomenu besede. Običajno jo opisujejo kot blag, akutni sindrom, ki traja 3 do 6 dni od pojava prvih simptomov, ne obstajajo pa sistematične študije s spremljanjem bolnikov. Možni simptomi zajemajo vročino, glavobol, mrzlico, prekomerno potenje, oslabelost, utrujenost, otečene bezgavke, pospanost, bolečine v sklepih in gripi podobne simptome. Lahko so prisotni tudi prebavni simptomi, kot so slabost, bruhanje, neješčnost in driska. Pri manj kot tretjini bolnikov se pojavi izpuščaj.
Pri manj kot enem odstotku bolnikov pride do zahodnonilske nevroinvazivne bolezni, pri kateri virus okuži tudi osrednje živčevje, kar se kaže kot meningitis, encefalitis, meningoencefalitis ali poliomielitisu podobni sindrom. Slikovne metode pri številnih bolnikih z nevroinvazivno obliko bolezni ne pokažejo nenormalnih izvidov osrednjega živčevja, lahko pa so vidne anomalije v različnih predelih možganov, vključno z bazalnimi gangliji, talamusom, malimi možgani in možganskim deblom. Glavobol ni zanesljiv pokazatelj nevroinvazivne bolezni oziroma prizadetosti osrednjega živčevja.